# پاراسینیکاداوو
پاراسینیکاداوو (به انگلیسی: Parassinikkadavu) یک منطقهٔ مسکونی در هند است که در بخش کنور واقع شده‌است.